# Distrito de Karlsruhe
El Distrito de Karlsruhe es un distrito rural (Landkreis) situado en el oeste del estado federal de Baden-Wurtemberg. Los distritos vecinos son (empezando por el norte y en el sentido de las agujas del reloj), en el norte el Distrito de Rhein-Neckar, en el este al Distrito de Heilbronn, en el sudeste al Distrito de Enz, en el sur al Distrito de Calw y al Distrito de Rastatt, en el oeste el Río Rin forma la frontera natural a Renania-Palatinado con sus Distritos de Rin-Palatinado,  el Germersheim y el Distrito Urbano de Espira. El Distrito rodea el Distrito Urbano de Karlsruhe. La capital del distrito recae sobre la ciudad de Karlsruhe, aunque la ciudad forma un propio distrito urbano.

## Geografía
El distrito de Karlsruhe contiene parte del valle del rin superior, del Kraichgau y de los estribos de la Selva Negra.

## Demografía
El número de habitantes ha sido tomado del censo de población (¹) o datos de la oficina de estadística de Baden-Wurtemberg.
| Año                     | N.º Habitantes |
| ----------------------- | -------------- |
| 31 de diciembre de 1973 | 351.172        |
| 31 de diciembre de 1975 | 349.856        |
| 31 de diciembre de 1980 | 359.053        |
| 31 de diciembre de 1985 | 362.057        |
| 27 de mayo de 1987 ¹    | 366.141        |

| Año                     | N.º Habitantes |
| ----------------------- | -------------- |
| 31 de diciembre de 1990 | 380.713        |
| 31 de diciembre de 1995 | 405.795        |
| 31 de diciembre de 2000 | 419.555        |
| 31 de diciembre de 2005 | 429.603        |
| 30 de junio de 2006     | 430.100        |

## Ciudades y municipios
(Habitantes a 30 de junio de 2005)
| Ciudades 1. Bretten (27.997) 2. Bruchsal (42.911) 3. Ettlingen (38.987) 4. Kraichtal (14.964) 5. Östringen (12.994) 6. Philippsburg (12.558) 7. Rheinstetten (20.427) 8. Stutensee (22.938) 9. Waghäusel (20.000) Distritos administrativos Los "Distritos Administrativos" son dos (o más) municipios que unen sus administraciones (en España, algo así como "Mancomunidades") 1. Bad Schönborn 2. Bretten 3. Bruchsal 4. Graben-Neudorf 5. Oberderdingen 6. Philippsburg 7. Sulzfeld | Municipios 1. Bad Schönborn (12.065) 2. Dettenheim (6.732) 3. Eggenstein-Leopoldshafen (15.243) 4. Forst (7.501) 5. Gondelsheim (3.209) 6. Graben-Neudorf (11.672) 7. Hambrücken (5.337) 8. Karlsbad (16.135) 9. Karlsdorf-Neuthard (9.531) 10. Kronau (5.613) 11. Kürnbach (2.425) 12. Linkenheim-Hochstetten (11.663) 13. Malsch (14.483) 14. Marxzell (5.423) 15. Oberderdingen (10.557) 16. Oberhausen-Rheinhausen (9.501) 17. Pfinztal (17.955) 18. Sulzfeld (4.730) 19. Ubstadt-Weiher (12.771) 20. Waldbronn (12.284) 21. Walzbachtal (9.104) 22. Weingarten (Baden) (9.637) 23. Zaisenhausen (1.724) |

## Escudo de armas
Descripción:
Historia: